# Sören Georg Jensen
Sören Georg Jensen, född den 4 oktober 1917, död den 20 september 1982, var en dansk silversmed och skulptör.

## Biografi
Sören Georg Jensen var son till Georg Jensen, grundare av företaget med samma namn. Efter sin lärlingstid i branschen för fadern gjorde han en lärlingsutbildning i skulpturverkstaden. Han fick därefter sin konstnärliga utbildning hos Bizzie Høyer 1938–41 och på Kunstakademiets bildhuggarskola 1941–45. Efter en tid som elev hos Ossip Zadkine i Paris blev han skulpturer allt mer kubistiskt inspirerade. Från år 1949 arbetade han sedan som silversmed i faderns företag och var under åren 1962-74 företagets formgivare.
Jensen sökte inspiration i funktionalismen efter andra världskriget, och förde vidare faderns vision och filosofi till en ny generation konstnärer. Han har utfört offentliga skulpturer, präglade av stram, abstrakt form. Han var medlem av den fria utställningen och Kunstakademiet sedan 1978.